# Poecilopharis samuelsoni
Poecilopharis samuelsoni är en skalbaggsart som beskrevs av Rigout 1997. Poecilopharis samuelsoni ingår i släktet Poecilopharis och familjen Cetoniidae. Inga underarter finns listade i Catalogue of Life.